# Magic Roundabout (Swindon)

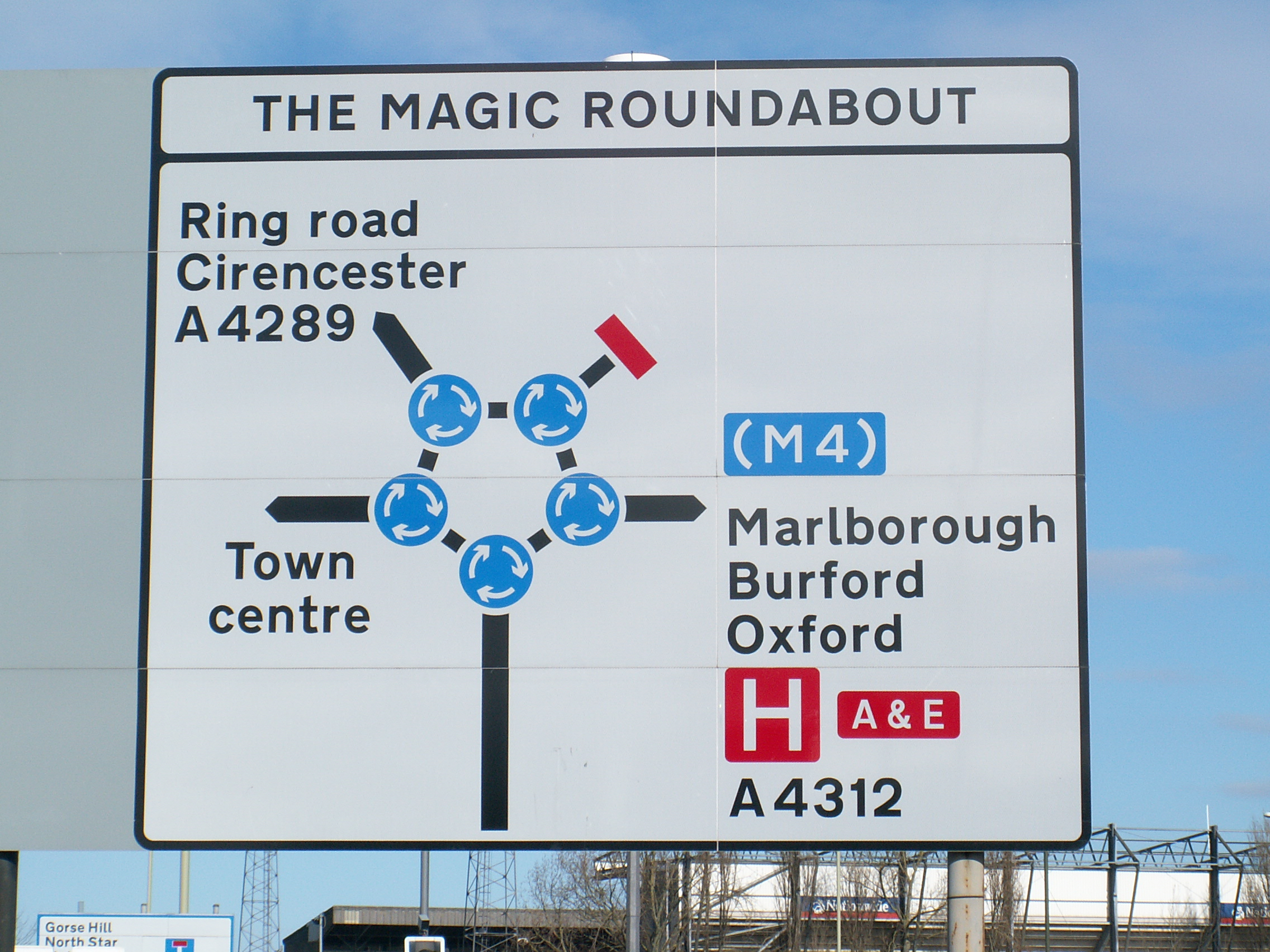
Hinweisschild des Magic Roundabout

Lageplan des Knotenpunktes

Der Magic Roundabout (deutsch Magischer Kreisverkehr, Zauberkarussell) in Swindon (Südengland) ist ein Knotenpunkt, der im Grundprinzip aus zwei konzentrischen gegenläufigen Kreisverkehren besteht, die über fünf kleine Kreisverkehre miteinander verbunden sind.

## Geschichte
Entwickelt wurde der Magic Roundabout als „Multi-mini-roundabout“ vom britischen Road Research Laboratory (RRL). Er war der erste richtige Magic Roundabout, nachdem in Colchester (Essex) nur ein Versuchsmodell installiert worden war. Der Roundabout von Swindon hingegen war von Anfang an dazu gedacht, eine stark staugefährdete Kreuzung zu entschärfen, an der sich fünf überwiegend verkehrsreiche Straßen und eine Parkplatzzufahrt treffen. Täglich war dort der Verkehr immer wieder zur Hauptverkehrszeit zum Erliegen gekommen. Der Kreisverkehr wurde im September des Jahres 1972 eingeweiht. Am Tag der Eröffnung wurden die Straßen zunächst gesperrt und dann nach und nach freigegeben. Steve Dudley, der an diesem Tag zuständige Polizeibeamte, sagte zur Inbetriebnahme, er habe diesen Tag als sehr nervenaufreibend in Erinnerung, aber es habe auf Anhieb funktioniert. Heute fließt dort der Verkehr sogar zu den Stoßzeiten noch relativ flüssig, obwohl der Magic Roundabout für das viel geringere Verkehrsaufkommen der 1970er Jahre geplant worden war.

## Funktionsweise
In den äußeren Kreisverkehren läuft der Verkehr wie in Großbritannien üblich im Uhrzeigersinn (Linksverkehr), und im inneren Kreisverkehr läuft der Verkehr entgegen dem Uhrzeigersinn (wie im restlichen Europa mit Rechtsverkehr üblich). Die Fahrer, die in den Magic Roundabout einfahren, um in die im Uhrzeigersinn nächste Straße abzubiegen, bleiben links außerhalb des ersten kleinen Kreisverkehrs und biegen gleich vor dem zweiten kleinen Kreisverkehr links ab. Die anderen Fahrer fahren zunächst in den jeweiligen kleinen Kreisverkehr ein. Fahren sie an der zweiten Ausfahrt des kleinen Kreisverkehrs aus, gelangen sie zum im Uhrzeigersinn nächsten Kreisverkehr und so weiter, bis sie die erste Ausfahrt eines kleinen Kreisverkehrs nutzen, um in eine abgehende Straße abzubiegen. Fahrer, die aus den sich treffenden Straßen nach dem Einfahren in den jeweiligen kleinen Kreisverkehr die dritte Ausfahrt wählen, gelangen in den großen Kreisverkehr im Inneren, der im Gegenuhrzeigersinn führt. Dieser wird an der gewünschten Ausfahrt wieder über den jeweiligen kleinen Kreisverkehr verlassen. So ist es möglich, den Magic Roundabout im Uhrzeigersinn oder im Gegenuhrzeigersinn zu durchfahren und sogar – etwa bei einer verpassten Ausfahrt – die Fahrtrichtung im Magic Roundabout durch einen Wechsel zwischen innen und außen zu ändern.
Genau genommen handelt es sich bei dem mittleren (inneren) oder „großen“ jedoch gar nicht um einen Kreisverkehr. Der mittlere „Kreisel“ ist verkehrstechnisch betrachtet eine Verbindung der äußeren Kreisverkehre durch fünf sehr kurze Einbahnstraßenabschnitte. Die Gegenrichtung liegt außerhalb der den inneren Kreisverkehr begrenzenden Inseln und außerhalb der Mittelpunkte der kleinen Kreisverkehre. Folglich hat auch der in den inneren Kreisverkehr einfahrende Verkehr Vorfahrt (siehe Karte) und auch auf dem Verkehrsschild sind lediglich fünf miteinander verbundene Kreisel eingezeichnet, wie es ja auch der Vorfahrtsregelung entspricht. Der virtuelle „große“ Kreis ist nur durch Wechseln zwischen den fünf kleinen befahrbar.

## Akzeptanz

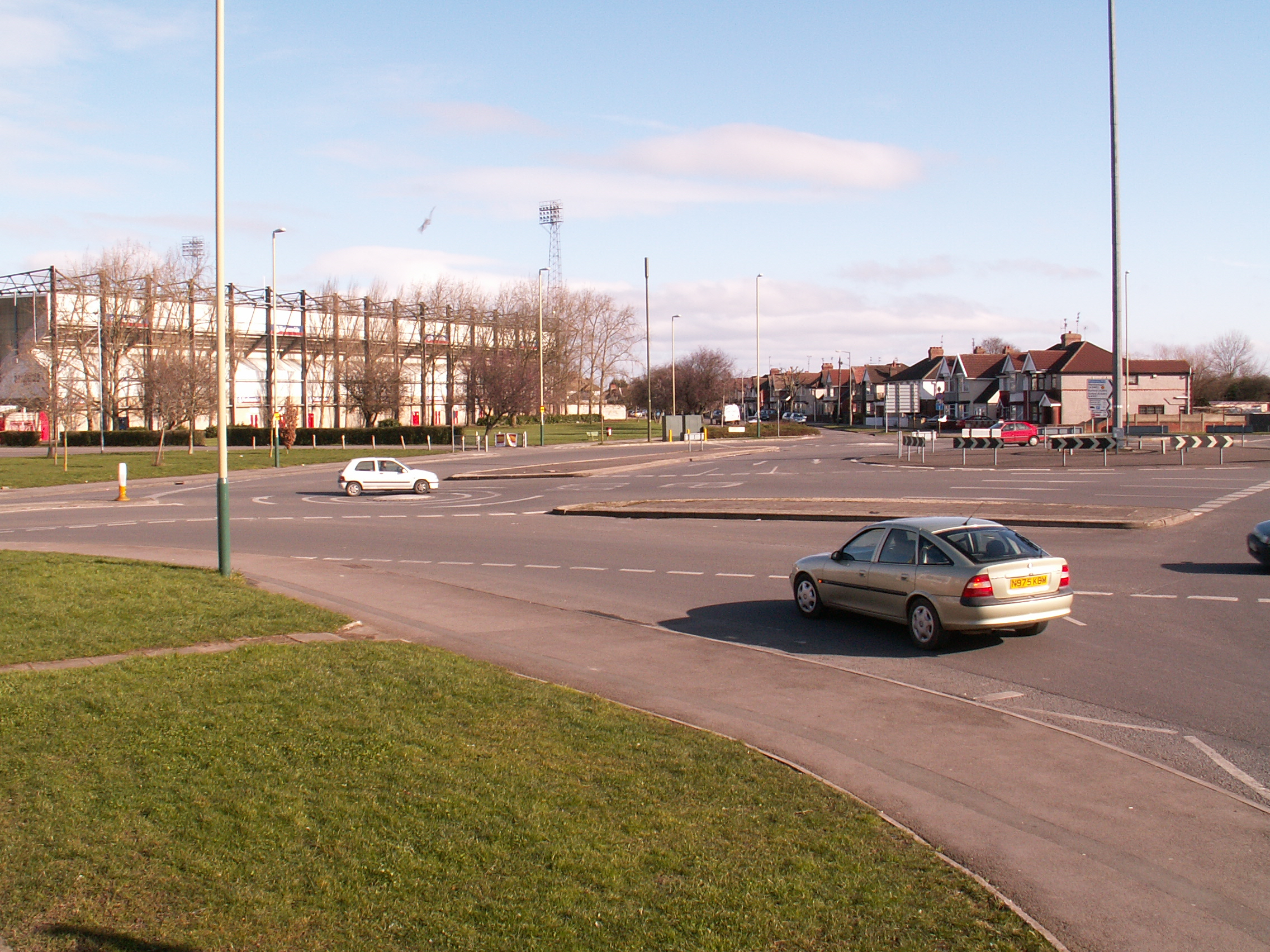
Knotenpunktszufahrt

Das Verhältnis der Einheimischen zu „ihrem“ Magic Roundabout ist recht ambivalent. Einerseits sind die Swindoner stolz auf dieses Bauwerk, von dessen Art es nur etwa ein halbes Dutzend in Großbritannien gibt. Daneben gibt es aber auch einen weit verbreiteten Scherz über die Funktionsweise, der besagt, dass das Bauwerk die Verkehrsprobleme der Kreuzung nur gelöst habe, indem es die Autofahrer derart abschrecke, dass diese nun Schleich- oder Umwege fahren, um den Magic Roundabout zu meiden. Auch erfreuen sich die Anwohner und ortskundigen Benutzer nach eigener Aussage an der Verwirrung und teilweise auch Verzweiflung ausländischer Besucher, die versuchen, das Verkehrsgeschehen am Magic Roundabout zu begreifen. Es wird immer wieder von Touristen berichtet, die vor dem Kreisverkehr völlig verzweifelt ihren PKW abstellen und sich nicht trauen hineinzufahren oder entgegen ihrer beabsichtigten Fahrtroute sofort wieder links abbiegen, um nicht in den inneren Kreisverkehr einfahren zu müssen.

## Verkehrssicherheit
Obwohl viele Autofahrer von der Komplexität der Verkehrsführung zunächst überfordert sind, gab es in den ersten 30 Jahren nach der Einweihung nur 14 schwere und 80 leichte Unfälle. Dies liegt unter der für eine derartige Kreuzung zu erwartenden Zahl und wird darauf zurückgeführt, dass viele Fahrer durch die Komplexität so verwirrt sind, dass sie langsam fahren, was naturgemäß zu weniger heftigen Kollisionen und damit auch weniger heftigen Verletzungen führt. In die meisten Unfälle waren Radfahrer oder Fußgänger verwickelt, für die es nun rings um den Magic Roundabout einen Ring von Fußgängerampeln gibt. Daher haben diese Unfälle nach den Umbaumaßnahmen weiter abgenommen.

## Weitere Kuriositäten
In Swindon gab es bis 2016 auch den North Star, ein System von vier Kreisverkehren. Diese verfügten aber nicht über den zentralen gegenläufigen Kreisverkehr des Magic Roundabout, sondern waren über normale Straßen miteinander verbunden. In Hemel Hempstead, ca. 30 Kilometer nordwestlich von London, gibt es einen Magic Roundabout mit sechs Kreisverkehren in einem großen Kreisverkehr.